# Mame Diarra Loum
Mame Diarra Bousso Loum es una deportista senegalesa que compite en taekwondo. Ganó una medalla de bronce en el Campeonato Africano de Taekwondo de 2023, en la categoría de –49 kg.

## Palmarés internacional
| Campeonato Africano | Campeonato Africano      | Campeonato Africano | Campeonato Africano |
| Año                 | Lugar                    | Medalla             | Categoría           |
| ------------------- | ------------------------ | ------------------- | ------------------- |
| 2023                | Abiyán (Costa de Marfil) | Medalla de bronce   | –49 kg              |